# 格林 (愛荷華州)
格林（英語：Greene）是一個位於美國愛荷華州巴特勒縣和弗洛伊德縣的城市。

## 地理
格林的座標為42°53′51″N 92°48′12″W / 42.89750°N 92.80333°W，而該地的平均海拔高度為249米（即948英尺）。

## 人口
根據2010年美國人口普查的數據，格林的面積為3.16平方千米，當中陸地面積為2.95平方千米，而水域面積為0.21平方千米。當地共有人口1130人，而人口密度為每平方千米357人。